# Henri Bouckaert
Jules Henri Bouckaert (Roncq, 3 maggio 1870 – golfo di Smirne, 29 aprile 1912) è stato un canottiere francese.
Partecipò all'Olimpiade 1900 di Parigi nella gara di quattro con, in cui vinse la medaglia d'oro assieme a Émile Delchambre, Henri Hazebrouck, Jean Cau e al timoniere Charlot.

## Palmarès
| Anno | Manifestazione | Sede   | Evento                    | Risultato | Note |
| ---- | -------------- | ------ | ------------------------- | --------- | ---- |
| 1900 | Olimpiadi      | Parigi | Canottaggio - Quattro con | Oro       |      |